# Jamie Brittain
Jamie Brittain (Edimburgo, 14 de agosto de 1985) é um escritor e roteirista escocês, filho de Bryan Elsley. Ele é mais conhecido por ter co-criado o seriado Skins, do canal E4, com seu pai.